# Eucalyptus brassiana
Eucalyptus brassiana är en myrtenväxtart som beskrevs av Stanley Thatcher Blake. Eucalyptus brassiana ingår i släktet Eucalyptus och familjen myrtenväxter. Inga underarter finns listade i Catalogue of Life.